# アブラヒガイ
アブラヒガイ（脂鰉、学名：Sarcocheilichthys biwaensis）は、コイ科ヒガイ属に分類される淡水魚の一種。ヒコ、ヒシコ、セグロの別名がある。琵琶湖固有種であり、湖北部の岩礁地帯に生息する。

## 形態
全長は約20cmほどになる。ごく短い口ひげが1対ある。吻が長く、両眼の間隔が狭い。また両眼が側方に出ている等の特徴がある。これは主に生息する岩礁地帯の地形に合わせ、岩の間に潜む餌となる小動物をとるのに都合がよい形態になったと考えられている。全身が黄褐色であり、和名の「アブラ」の語源となっている。背鰭や体側に斑紋があるが、不明瞭である。また若魚の時には体側にはっきりとした縦帯があるが、成長するにつれて薄れる。繁殖期になるとオスには婚姻色が現れ、体色が黒ずみ追星が現れる。

## 生態
岩場や砂礫の底近くを主な生息域とする。雑食性で、水生昆虫や小型の貝類、付着藻類などを食べる。繁殖期は4月下旬から6月上旬であり、メスはイシガイ目の淡水生二枚貝に産卵する。寿命は4年ほどである。

## 保全状態評価
絶滅危惧IA類 (CR)（環境省レッドリスト）
ブラックバスやブルーギルなどの外来魚による食害、湖岸の環境改変にともなう二枚貝類の減少、プレジャーボート等による産卵の阻害といった影響で個体数が減少している。生息域が重複する同属種ビワヒガイとの間では交雑遺伝子汚染の発生も懸念される。2007年版の環境省レッドリストでは、従来の絶滅危惧IB類からIA類にカテゴリが変更された。

## 利用
美味な魚であり、食用に漁獲されていた。